# Kalkblåaks
Kalkblåaks (Sesleria caerulea), også skrevet Kalk-Blåaks, er en flerårig, urteagtig plante (en græsart) med en tueformet vækst, blågrønne blade og sortblå aks, Den dyrkes af og til i stenbede.

## Kendetegn
Kalkblåaks er en staudegræs, som har en tueformet vækstform med oprette til overhængende blade. Bladene er flade med ru rand og en overside, som er dækket af et blåligt vokslag. Blomsterne sidder endestillet på skråtstillede strå i et kort, tøndeformet aks. Småaksene har mørkeblå dækblade, som farver det endnu ikke udsprungne aks. De enkelte blomster er stærkt omdannede, som det er sædvanligt hos græsserne. Frøene er nødder.
Rodsystemet består af en kort og tyk, vandret jordstængel, som bærer både blade, blomsterstængler og trævlede rødder. Frøene spirer dårligt eller slet ikke i moderplantens nærhed.
Kalkblåaks når en højde i tuen på ca. 15 cm, mens bredden i tuen er på ca. 20 cm

## Hjemsted
Kalkblåaks har sin naturlige udbredelse i Europa (fra Finland og Sverige til hele Østeuropa og Vesteuropa fra England over Frankrig og Italien til Spanien). Arten foretrækker en lysåben vokseplads med fugtig og kalkrig jord. Derfor optræder den oftest i enge og på overdrev.
I Grausne Källmyr ved Lickershamn på Gotland findes en rig, kalkelskende flora i og ved nogle mosedrag. Her vokser arten sammen med bl.a.  almindelig kantbælg, kattefod, slangetunge, svalerod, tørst, bakkesoløje, bitter mælkeurt, blå anemone, blågrøn star, enblomstret flitteraks, engnellikerod, gåsepotentil, hirsestar, hulkravet kodriver, krybende pil, kødfarvet gøgeurt, nikkende flitteraks, rød hullæbe, sanikel, skovstorkenæb, tormentil, tyndakset gøgeurt, volverlej og ægbladet fliglæbe

## Galleri
|  |  |
|  |  |

## Note
1. ↑  Dansk Botanisk Forening: Turen til Gotland. Juni 2011 (Webside ikke længere tilgængelig) – grundig og lidt nørdet gennemgang af de botaniske herligheder